# 1744
Évszázadok: 17. század – 18. század – 19. század
Évtizedek: 1690-es évek – 1700-as évek – 1710-es évek – 1720-as évek – 1730-as évek – 1740-es évek – 1750-es évek – 1760-as évek – 1770-es évek – 1780-as évek – 1790-es évek
Évek: 1739 – 1740 – 1741 – 1742 –  1743 – 1744 – 1745 – 1746 – 1747 – 1748 – 1749

## Események

### Határozott dátumú események
- április 20. – Osztrák örökösödési háború: a villafrancai csatában a Szárd–Piemonti Királyság területére benyomuló francia és spanyol csapatok sikertelenül támadták a szárd-angol egységek elsáncolt védelmi állásait; a csatában elszenvedett veszteségek miatt azonban a védők két nap múlva elhagyták Villafranca kikötőjét.[1]
- június 28. – Zsófia Auguszta Friderika anhalt-zerbsti hercegnő, a későbbi Nagy Katalin orosz cárnő felveszi az ortodox hitet.[2]
- július 17–19. – Osztrák örökösödési háború: a casteldelfinói csatában Franciaország győzelmet aratott a Szárd-Piemonti Királyság felett.[3]
- augusztus 10–11. – Osztrák örökösödési háború: a velletri csatában a spanyol–nápolyi csapatok győzelmet arattak az osztrákok ellen.[3]
- szeptember 30. – Osztrák örökösödési háború: a Madonna dell’Olmó-i csatában a francia és spanyol csapatok visszaverték az ostromlott Cuneo erődjének felszabadítására érkező szárd csapatokat.[4]

### Határozatlan dátumú események
- Megkezdődik a gödöllői Grassalkovich-kastély építése.[5]

## Születések
- február 24. – Fjodor Fjodorovics Usakov, orosz tengernagy († 1817)
- április 11. – Jurij Japelj, a szlovén katolikus Biblia fordítója († 1807)
- június 22. – Johann Christian Polycarp Erxleben, német biológus, a német állatorvostan úttörője († 1777)
- augusztus 16. – Pierre Méchain, francia csillagász († 1804)
- augusztus 1. – Jean-Baptiste Lamarck, francia természettudós, az evolúcióelmélet előfutára († 1829)
- augusztus 25. – Johann Gottfried Herder, német költő, műfordító, teológus, filozófus († 1803)
- szeptember 25. – II. Frigyes Vilmos, porosz király († 1803)
- november 3. – Friedrich Ludwig Schröder, német színész és színigazgató († 1816)
- november 9. – Kovachich Márton György, jogtörténész, könyvtáros, forráskutató († 1821)
- november 30. – Karl Ludwig von Knebel német költő és műfordító († 1834)

Bizonytalan dátum
- Kelemen Imre, jogtudós († 1819)
- Wesselényi Zsuzsanna, naplóíró († 1800)

## Halálozások
- január 1. – Hellmár Antal, jezsuita szerzetes, tanár, író (* 1700)
- április 25. – Anders Celsius, svéd természettudós (* 1701)
- május 30. – Alexander Pope, angol költő (* 1688)
- október 17. – Bartolomeo Giuseppe Antonio Guarnieri, olasz hangszerkészítő (* 1698)
- október 31. – Leonardo Leo, olasz barokk zeneszerző (* 1694)
- december 8. – Marie-Anne de Mailly-Nesle, XV. Lajos francia király egyik hivatalos szeretője (* 1717)